# Plopșorelu, Olt
Plopșorelu este un sat în comuna Vulpeni din județul Olt, Oltenia, România.
Un sat care nu are mai mult de 200 de ani și care a fost înființat de către un cioban Bazgaran ce își avea stâna acolo.De aici și denumirea veche de Bazgarai, cum mai este numit satul  de către persoanele în vârstă. La  marginea satului care tocmai începea să se înființeze se găsea un conac al boierului Mihăilescu iar țăranii care munceau pământurile acestuia își construiau micile case din lut și paie. Și astăzi se mai văd câteva urme ale conacului care a fost dărâmat  în regimul comunist este ultimul sat din Comuna Vulpeni ,fiind granița cu județul Dolj.Evenimente  istorice  importante nu sunt comnsemnate și datorită populației foarte mici, 80 de case la ora actuală.
 Acest articol despre o localitate din județul Olt este deocamdată un ciot. Puteți ajuta Wikipedia prin completarea lui.

Sat de o frumusețe rară cu păduri verzi de foioase, străbătut de râul Cungrea și cu celebrul copac,Tecul de la Ionicesti.